# Завала (Сливно)
42°59′ пн. ш. 17°32′ сх. д. / 42.98° пн. ш. 17.53° сх. д.
Завала (хорв. Zavala) — населений пункт у Хорватії, у Дубровницько-Неретванській жупанії у складі громади Сливно.

## Населення
Населення за даними перепису 2011 року становило 1 осіб.
Динаміка чисельності населення поселення: